# 3-4-1-2
Il 3-4-1-2 è un modulo di gioco del calcio. Consiste nello schierare 3 difensori, 4 centrocampisti, 1 trequartista e 2 attaccanti.

## Il modulo
Similmente al 3-5-2, questo modulo ha negli esterni di centrocampo i giocatori fondamentali: ai tornanti è infatti richiesto sia l'apporto difensivo che offensivo. In fase di non possesso, arretrano sulla linea difensiva formando un reparto a 5: contestualmente, i due mediani si schierano a copertura della difesa mentre il trequartista scala a centrocampo.
Quando la squadra ha il possesso del pallone, i due esterni divengono delle ali con il compito di servire il trequartista e le punte. Se dietro gli attaccanti viene schierato un giocatore dalle caratteristiche prettamente offensive ed abile negli inserimenti, lo schieramento può passare ad un 3-4-3 (mantenendo quindi invariati la difesa e il centrocampo).

## Squadre che hanno utilizzato il 3-4-1-2
- La nazionale brasiliana di Luiz Felipe Scolari, vincitrice del campionato del mondo nel 2002.[2]
- L'Inter di Antonio Conte, vincitrice del campionato italiano di Serie A 2020-2021[3]
- La Roma di Josè Mourinho, vincitrice della Conference League 2021-2022[4]